# Voltampere reaktiv
Voltampere reaktiv är en enhet som används för att mäta reaktiv effekt i växelströmskretsar. Den korrekta beteckningen är var och inte VAr vilken är relativt ofta förekommande. Voltampere reaktiv är egentligen samma enhet som watt, men skrivs annorlunda för att tydligt markera reaktiv effekt.